# Konstanty Hektor Prószyński
Konstanty Hektor Prószyński (ur. 27 grudnia 1859 w Ustroniu, zm. 26 sierpnia 1936 w Wilnie) – polski botanik i mykolog.

## Życiorys
Urodził się 27 grudnia 1859 w majątku Ustroń w mińskiej guberni jako syn Konstantego Juliana Prószyńskiego herbu Lublicz i jego żony Marii z domu Uniechowska herbu Ostoja.
Kształcił się w IV Gimnazjum w Warszawie i jako ekstern zdał maturę w kaliskim gimnazjum w 1878. Podjął studia przyrodnicze na Cesarskim Uniwersytecie Warszawskim. Z uwagi na chorobę ojca zmuszony został do przerwania studiów w 1880 i powrotu w rodzinne strony, aby przejąć zarząd nad dobrami rodzinnymi (ok. 3 tys. mórg czyli ponad 1700 ha). W tym czasie prowadził również badania przyrody oraz pracę społeczną i patriotyczną. W 1917 zgłosił się do pracy w polskim szkolnictwie w Mińsku i uczył w szkole łaciny i historii. Pełnił również funkcję inspektora szkół w powiecie nowogródzkim i biorąc udział w tworzeniu 50 szkół i jednego gimnazjum. Oficjalnie mianowany na stanowisko inspektora (głównego ogrodnika) tworzącego się Ogrodu Botanicznego w Wilnie. Od roku 1923 był członkiem Polskiego Towarzystwa Botanicznego, a od kwietnia 1911 Polskiej Akademii Umiejętności.
Konstanty Prószyński był dwukrotnie żonaty. Z Marią Dynowską miał dzieci: Jarosława, Barbarę, Janinę, Jerzego, Konstantego i Kazimierza. Z drugą żoną, Malwiną Kozłowską miał dzieci: Leonarda, Mirosława i Lecha. 
Zmarł w Wilnie 26 sierpnia 1936 i pochowany jest na cmentarzu św. Piotra i Pawła na Antokolu w Wilnie.

## Dokonania
Konstanty Prószyński był dydaktykiem oraz rysownikiem. Dla wileńskiego uniwersytetu wykonał około 600 tablic dydaktycznych. Był autorem atlasu roślin kwiatowych rysowanych z natury, zawierającego kilkaset tablic wykonanych techniką akwarelową.
Opublikował dwie prace naukowe o grzybach oraz jedną o roślinach. Opisał w nich m.in. dwa nowe gatunki roślin oraz 6 nowych gatunków grzybów.